# Попово (Свердловская область)
Попово — деревня в Артинском городском округе Свердловской области.

## Географическое положение
Попово расположено в 24 километрах на запад-юго-запад от районного и окружного центра — посёлка городского типа Арти. Входило в состав Сажинского сельского совета.
Попово раскинулось по правому берегу реки Бугалыш. На противоположном берегу от Попова расположена соседняя деревня Турышовка.

## Население
По данным переписи населения 2010 года, в деревне проживало 56 человек.